# Roque Santeiro
Corpo a corpo Selva de pedra
Roque Santeiro est une telenovela brésilienne réalisée par Paulo Ubiratan, Marcos Paulo, Gonzaga Blota et Jayme Monjardim. Créée et diffusée sur la chaîne Rede Globo à 20 heures, depuis le 24 juin 1985 jusqu'au 21 février 1986, la version originale est composée de 209 épisodes. Ce feuilleton télévisé rencontra un succès retentissant au Brésil, à Cuba, au Portugal, au Cap Vert et en Angola.
Créé par le dramaturge Alfredo Dias Gomes en 1963 en tant que pièce de théâtre O berço do Herói. Dias Gomes venait de collaborer en tant que dialoguiste pour l'adaptation cinématographique de sa pièce La parole donnée, film gagnant de la Palme d'Or au Festival de Cannes.
Dix ans après, il se chargea de son adaptation télévisée. Collaborèrent avec lui Aguinaldo Silva en tant que co-scénariste et Marcílio Moraes et Joaquim Assis en tant que dialoguistes.
Avec José Wilker, Regina Duarte et Lima Duarte comme têtes d'affiche, la distribution est composée par les comédiens Yoná Magalhães, Ary Fontoura, Eloísa Mafalda, Armando Bógus, Lucinha Lins, Paulo Gracindo, Cláudio Cavalcanti, Lídia Brondi et Fábio Júnior.

## Synopsis
L'histoire se déroule dans la région Nordeste du Brésil, à Asa Branca, une ville fictive représentant un microcosme du pays
Il y a 17 ans un servant d'autel, dont son sobriquet est Roque Santeiro, fut assassiné par un voyou appelé "Navalhada" qui avait enlevé le curé et voulait saccager l’église d'Asa Branca. Tous les habitants s'enfuirent pour sauver leurs vies sauf le jeune Roque cherchant à protéger le village d’être attaqué. Il finit fusillé et décapité par la bande criminelle et son corps fut jeté près du fleuve. Soudain un orage tomba sur le village et chassa les bandits. À partir de ce moment - là, Roque deviendra un martyr, un saint qui fera des miracles.
Asa Branca s'est transformé aussi. D'un village de 1 000 habitants, il est devenu une ville grâce à l'investissement, la croissance économique, aux touristes souhaitant visiter une ville sacrée. Madame Pombinha, l'épouse du maire d'Asa Branca, Florindo Abelha, cherche à que le héros soit canonisé. La biographie de Roque a été modifiée par le peuple, presque réécrite. Les commerçants, surtout Zé das Medalhas, profitent de sa réputation pour s'enrichir en fabriquant des médailles et des bougies et en falsifiant des couteaux, des statuettes et des objets qui n'ont jamais appartenu au saint.
Mais les hommes les plus puissants d'Asa Branca ont les jours comptés. Roque Santeiro (José Wilker), le saint patron de la ville, n'est pas mort et il est rentré dans la ville pour dévoiler la vérité et finir avec la légende.
La classe dirigeante de la ville en discorde se divise en deux franges: ceux souhaitant que la vérité soit révélée et ceux cherchant à continuer à profiter de la farce quoi qu'il en coûte.
Parmi ceux qui se sentent menacés par le retour de Roque Santeiro se trouvent le conservateur curé Hipolito (Paulo Gracindo), le maire Florindo Abelha (Ary Fontoura), le commerçant Zé das Medalhas (Armando Bógus) qui fait de l'argent avec ses médailles religieuses et Sinhozinho Malta (Lima Duarte), patron des fazendas qui est persuadé que son mariage avec la "soi - disant" veuve de Roque Santeiro, la clinquante et vicieuse Porcina da Silva (Regina Duarte), est en péril. La guerre a été déclarée.

## Distribution
La distribution est constituée par les comédiens suivants:
| Comédien                  | Rôle                                                |
| ------------------------- | --------------------------------------------------- |
| Lima Duarte               | Colonel Sinhozinho Malta (Francisco Teixeira Malta) |
| Regina Duarte             | Veuve Porcina (Porcina da Silva)                    |
| José Wilker               | Roque Santeiro (José Roque Duarte)                  |
| Ary Fontoura (pt)         | Maire Florindo Abelha                               |
| Eloísa Mafalda (pt)       | Madame Pombinha (Ambrosina Abelha)                  |
| Yoná Magalhães (pt)       | Matilde                                             |
| Armando Bógus (pt)        | Zé das Medalhas (José Ribamar de Aragão)            |
| Lídia Brondi (pt)         | Tânia Magalhães Malta                               |
| Fábio Júnior              | Roberto Mathias                                     |
| Paulo Gracindo (pt)       | Curé Hipólito                                       |
| Cláudio Cavalcanti (pt)   | Padre Albano, le « curé rouge »                     |
| Lucinha Lins (pt)         | Mocinha Abelha                                      |
| Maurício do Valle (pt)    | Commissaire Feijó                                   |
| Maurício Mattar           | João Ligeiro (João Duarte)                          |
| Milton Gonçalves (pt)     | Procureur général Dorival Prata                     |
| Rui Resende (pt)          | Professeur Astromar Junqueira                       |
| Patrícia Pillar           | Linda Bastos                                        |
| Ewerton de Castro (pt)    | Gérson do Valle                                     |
| Luiz Armando Queiroz (pt) | Tito Moreira França                                 |
| Elisângela (pt)           | Marilda                                             |
| Oswaldo Loureiro (pt)     | Navalhada (Aparício Limeira)                        |
| Nélia Paula (pt)          | Amparito Hernandez                                  |
| Othon Bastos (pt)         | Ronald César                                        |
| Cássia Kis Magro (pt)     | Lulu (Lugolina de Aragão)                           |
| Arnaud Rodrigues (pt)     | Jeremias, « l'aveugle »                             |
| Walter Breda (pt)         | Francisco                                           |
| Wanda Kosmo (pt)          | Madame Marcelina Magalhães                          |
| João Carlos Barroso (pt)  | Toninho Jiló                                        |
| Nélson Dantas (pt)        | Bienheureux Salú                                    |
| Cláudia Raia              | Ninon                                               |
| Alexandre Frota (pt)      | Luizão                                              |
| Ilva Niño (pt)            | Mina                                                |
| Lutero Ruiz               | Médecin Cazuza                                      |
| Tony Tornado (pt)         | Rodésio                                             |

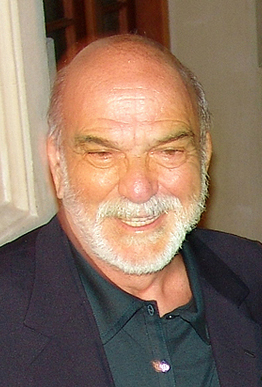
Lima Duarte en tant que Sinhozinho Malta
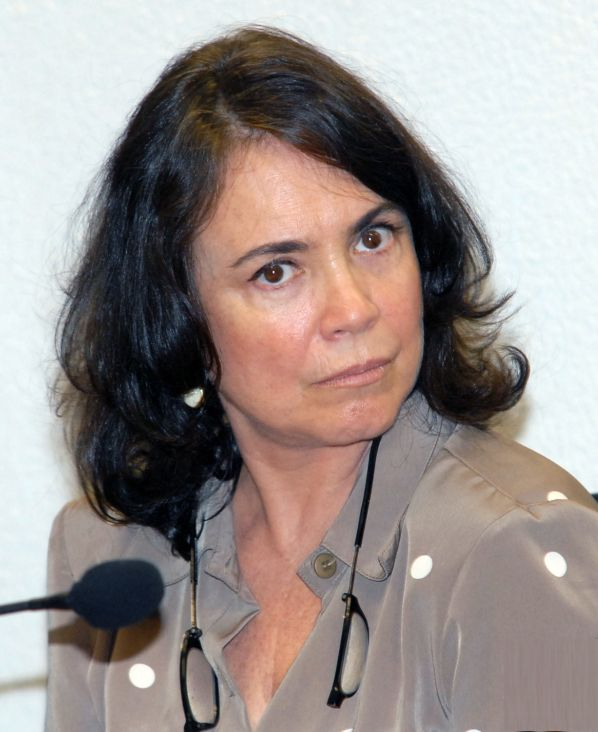
Regina Duarte en tant que Porcina da Silva
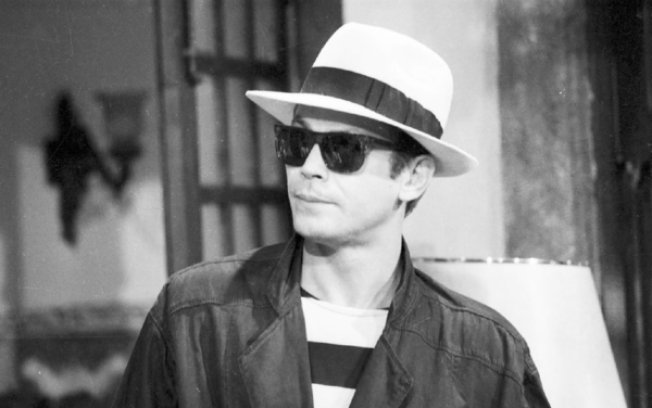
José Wilker en tant que Roque Santeiro
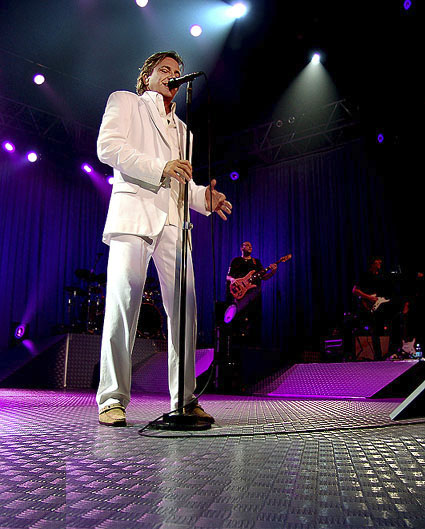
Fabio Junior en tant que Roberto Mathias
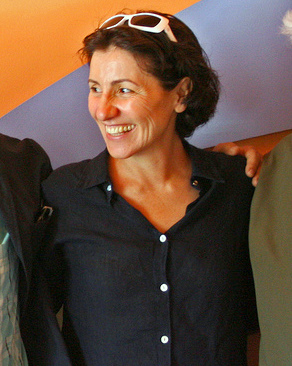
Cássia Kiss en tant que Lulú
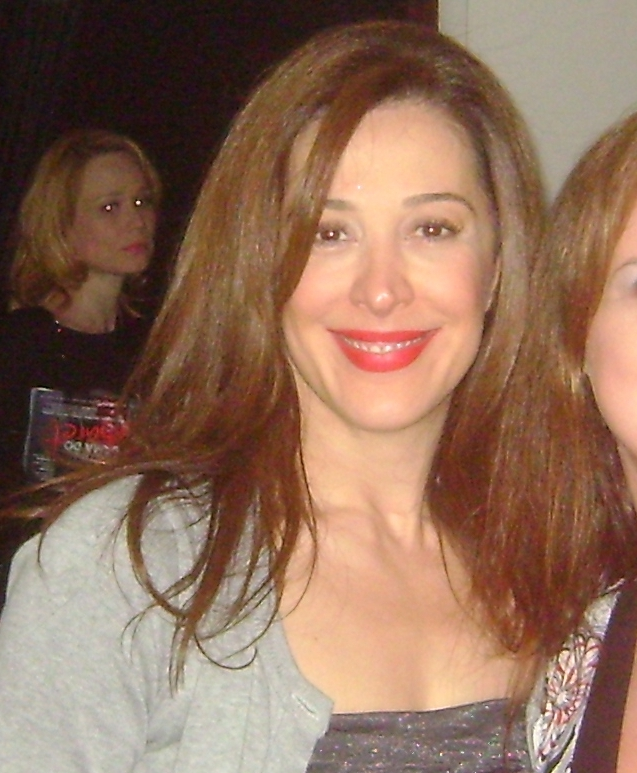
Cláudia Raia en tant que Ninon

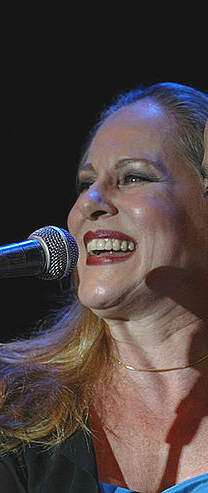
Lucinha Lins en tant que Mocinha Abelha
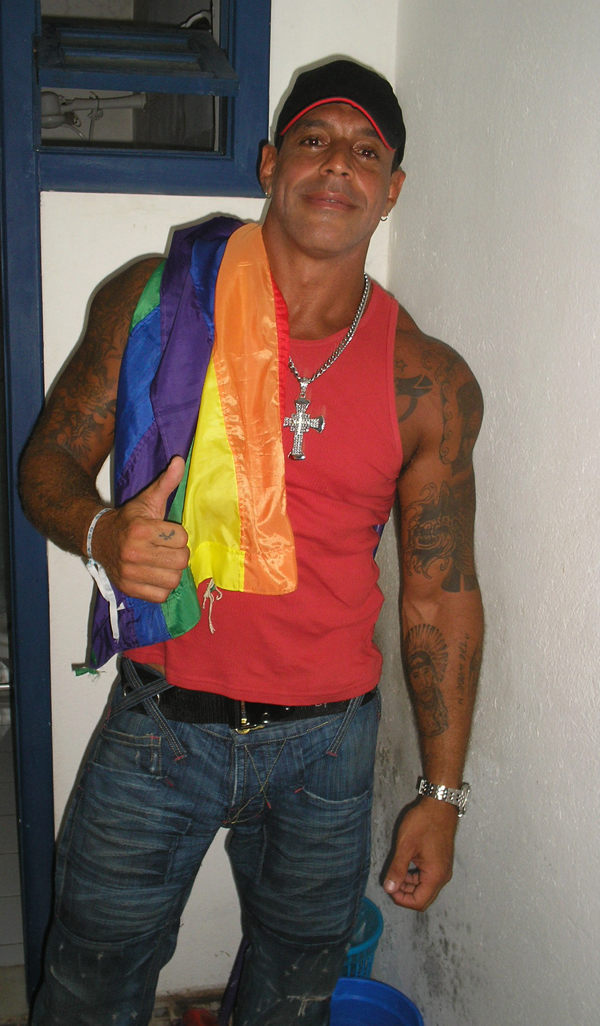
Alexandre Frota en tant que Luizão

## Création, production et interdiction (1963 - 1975)
En 1985 Dias Gomes adapta sa pièce de théâtre O berço do herói (Le berceau du héros) à côté du scénariste Aguinaldo Silva. Pourtant l'histoire de cette œuvre interdite par l'armée brésilienne démarra en 1963.

### O berço do herói: une sortie interdite
En 1963 Alfredo Dias Gomes écrivit une pièce de théâtre, O berço do herói, qui racontait l'histoire d'un soldat, le brigadier Roque qui devient un héros de la Seconde Guerre mondiale sans aucun mérite et par hasard. Sa légende a fait enrichir les hommes le splus puissants d'Asa Branca, sa ville natale.
O berço do herói est paru deux ans après chez Editora Civilização au début de 1965 au milieu d'une dictature militaire qui venait de renverser le président Joao Goulart en mars 1964.
Le chef d'État Majeur, Humberto de Alencar Castelo Branco, fut le premier d'un groupe de militaires au Palacio de Planalto. La scène politique était peu propice pour une œuvre mettant en question l'héroïsme. Et malgré cela, la première édition comptait d'une préface écrite par Paulo Francis, à cette époque - là un intellectuel des idées trotskistes, et aussi d'un rabat mordant d' Ënio Silveira, éditeur et partisan du Parti Communiste brésilien. Le Conseil de Sécurité Nationale brésilienne réagit en demandant la prison pour les deux.
Pour son début théâtral, l'office de Censura General vérifia le scénario (tel qu'il le fera en 1975 avec l'émission de télévision Roque Santeiro) et les fonctionnaires assistèrent à une séance privée le jour précédent. Mais la permission ne fut pas accordée à la fin. Il fallait attendre le même jour qu'elle sortait au Théâtre Princesa Isabel de Rio de Janeiro pour connaitre la réponse.
Quatre heures avant que le rideau se levât (21 heures), le gobernador de Rio de Janeiro, Carlos Lacerda, mit son veto. Les raisons de la censure furent les différences entre le texte original et la représentation.

### L'interdiction de 1966
Dias Gomes tentera sa chance encore en 1966 en adaptant sa pièce de théâtre pour le cinéma. Mais le chef de la Policía Federal, le général Riograndino Kruel, appartenant au cercle du président, Humberto de Alencar Castelo Branco, lui fit savoir "qu'il se tapait la tête contre les murs, pendant que les militaires contrôlaient le pays, cette pièce ne sera jamais jouée"
Cette phrase deviendra prémonitoire avec l'arrivée d'Emílio Garrastazu Médici, dont le gouvernement créa le Departamento de Censura e Diversőes Publicas.

### Le scénario de 1975
Garrastazu Médici resta au pouvoir pendant cinq ans. Son remplaçant, le général de l'armée Ernesto Geisel, ne fut pas bien accueilli par la phalange dure des forces militaires qui étaient contre une ouverture politique et soutenaient le slogan "Brasil, aime - le ou quitte - le" et les années de plomb.
Durant ce climat politique Dias Gomes décida d'adapter son œuvre. Pas pour le cinéma, sinon pour la télévision. Lui qui avait écrit le premier succès international de la Rede Globo, la telenovela O Bem-Amado (Le bien-aimé) (1973), se mit à l'ouvrage en janvier 1975. Le héros d' O berço do herói fut renommé Roque Santeiro et ne fut plus un brigadier qui trahissait l'armée. Il est devenu servant d'autel et artisan des statuettes des saints. Cette stratégie littéraire lui permettrait d'échapper au veto du gouvernement.
Après tout, ce n'était pas la première fois que le Departamento de Censura e Diversões Publicas (DCDP) exigeait de Rede Globo de réécrire ses scénarios. En 1971 les dix premiers épisodes de la telenovela O homem que deve morrer (L'homme qui doit mourir) furent modifiés parce que Janete Clair, la scénariste et l'épouse de Dias Gomes, avait décidé de faire une adaptation de la naissance de Jésus avec le personnage principal de son œuvre. Ainsi le personnage principal, un médecin, était envoyé par le Saint Esprit. Rede Globo dut se plier et le personnage du comédien Tarcísio Meira changea ses origines pour devenir un être mi - humain, mi - extraterrestre.
Un cas plus exemplaire est la telenovela Escalada dont la synopsis racontait la fondation de Brasilia, fondée par l'ancien président Juscelino Kubitscheck. Pourtant aucun scénariste ne pouvait inclure le nom du principal responsable de la construction de la nouvelle capitale. Rede Globo accepta l'ordre de DCDP et Kubitscheck, un exilé politique et ennemi du régime, fut supprimé dans tous les scénarios.

#### Roque Santeiro et Departamento de Censura e Diversões Publicas
Au début, le processus du tournage de Roque Santeiro n’échappa pas à la règle. Rede Globo présenta les scénarios des premiers 20 épisodes au Departamento de Censura e Diversőes Publicas (DCDP) créé par Garrastazu Médici et que le récent président Geisel ne fit pas dissoudre.
Comme d'habitude Rede Globo livra les scénarios au quatrième étage du Banco Nacional de Desenvolvimento Econômico (BNDE) où se trouvait le siège du DCDP. Le 4 juillet 1975 la chaîne reçut une réponse positive, mais pas définitive du directeur du DCDP, Rogério Nunes (tel qu'il se passa en 1965 avec la pièce de théâtre). Pour obtenir une permission de diffusion, Rede Globo devait tourner les premiers 20 épisodes pour qu'ils soient encore vérifiés.

##### Tournage de Roque Santeiro (1975)
Sous la réalisation de Daniel Filho, sa femme et comédienne Betty Faria, Lima Duarte y Francisco Cuoco, le tournage démarra. Bien que d'après le scénario de Dias Gomes, Asa Branca se trouvait au nordeste du Brésil, Rede Globo voulut profiter de la végétation de la région Sudeste. Ainsi elle fit bâtir les décors au quartier Barra de Guaratiba à Rio de Janeiro.
Ce ne fut pas un tournage facile pour le couple Filho - Faria qui tourna ensemble dans la telenovela O homem que deve morrer. Roque Santeiro fut un nouveau projet; mais cela ne marcha pas. Betty Faria venait d'accoucher. D'autant plus que cela, les 500 heures de tournage firent que la comédienne déclarât:

« J'ai tourné 30 épisodes. J'étais mariée avec Daniel Filho. Je venais d’accoucher de mon fils João. Ce fut horrible!. C'était ennuyeux! Daniel était ennuyeux! Il criait et mon bébé n'était pas avec moi »

— Betty  Faria interviewée par UOL
Sachant que 36 épisodes étaient prêts à être diffusés, son début fut annoncé et programmé pour le 27 août 1975. Rede Globo comptait répéter le grand succès de la telenovela Escalada avec le début d' A Fabulosa Estória de Roque Santeiro e de Sua Fogosa Viúva, a que Era Sem Nunca Ter Sido (La fabuleuse histoire de Roque Santeiro et sa vicieuse veuve celle qui le fut sans l'avoir été)
Cette nouvelle production avait une chose à captiver l'audience: elle allait être la première émission de télévision en couleurs à être diffusée dans ce créneau horaire. Pourtant le Departamento de Censura ne semblait pas complètement convaincu avec les épisodes déjà enregistrés. Il exigea que la telenovela soit diffusée à 22 heures.

##### Interdiction au jour de la sortie
Sur un webdoc Daniel Filho annonça qu'une semaine avant la sortie, il avait déjà un pressentiment de l'interdiction. Personne n'en connaissait les raisons. Ainsi la chaîne reçut un préavis du Departamento de Ordem Política e Social, DOPS, interdisant la diffusion de Roque Santeiro. Ce préavis était signé par le ministre de la Justice, Armando Falcão.
L'origine de la censure fut une écoute téléphonique qui révélait une conversation entre le scénariste et Nelson Werneck Sodré, militaire et historien qui repoussa le coup d’État de 1964 depuis le début. Werneck Sodré ne savait pas que le Serviço Nacional de Informações (SNI), créé en 1964, surveillait son téléphone.
Dans cet entretien privé Dias Gomes assurait que Roque Santeiro était un moyen de tromper les militaires, que c'était une adaptation télévisée, un peu modifiée d' O berço do Héroi,  qui permettrait que l'armée ne s'aperçoive pas qu'ils agissaient du même matériel.

« - "Qu'est - ce que tu fait?" - voulait savoir Werneck
- "Une vacherie" - répondit Dias - "J'adapte O berço do herói pour la TV"
- "Mais la Censura va la laisser passer?" - se rappela Werneck.
- "Le brigadier n'y est plus. Ainsi on va la faire passer. Ces militaires sont des abrutis" - assura Dias. »

— 

Conversation enregistrée par SNI entre Werneck et Dias Gomes
La sanction du Departamento de Censura fut le licenciement d'Alfredo Dias Gomes; mais le directeur Roberto Marinho, assura avoir refusé cette pression. Cette réponse différa du soutien du journal O Globo, appartenant à la famille Marinho, au coup militaire de 1964. Jusqu'à ce moment-là cette adhésion fut explicite à travers d'articles publiés un an après la création de Rede Globo (26 avril 1965)

##### Conséquences
Au commencement les comédiens les plus représentatifs signèrent un manifeste et partirent à Brasilia s'entretenir avec le général Ernesto Geisel. D'autres membres de ce comité étaient Tarcísio Meira, Regina Duarte (la veuve Porcina de 1985) et le réalisateur Daniel Filho. Ils furent reçus par le secrétaire général de la présidence, Golbery do Couto e Silva. Pourtant, l'interdiction ne fut pas levée.
Choqués et pressés, le réseau Globo et Daniel Filho n'avaient que trois mois pour lancer une autre telenovela, Pecado Capital (Péché capital). Lors de son tournage, il fallait aussi couvrir le créneau horaire de 22 heures. Ainsi la chaîne rediffusa un découpage du grand succès de la scénariste Janete Clair, Selva de Pedra.
Ce ne fut pas un empêchement que Janete Clair soit la femme d'Alfredo Dias Gomes. Elle se chargea d'écrire le scénario et Censura General l'a laissé passer. La nouvelle production fut diffusée le 24 novembre 1975 et devint un grand succès. Sa distribution était presque celle de Roque Santeiro.

### Sortie d'O Berço do heróiaux États-Unis
Un an après l'interdiction de Roque Santeiro et un éditorial publié sur le journal O Globo, lu sur le journal télévisé Jornal Nacional et signé par le propriétaire de Rede Globo, Roberto Marinho, O berço do herói sortit le 28 novembre 1976 au théâtre The Playhouse du Département de Théâtre et Cinéma d'Université d'État de Pennsylvanie

## Création, production et sortie (1985)

### Tournage de 1985

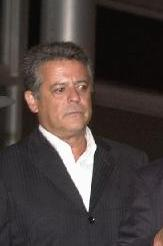
Marcos Paulo fut l'un des quatre réalisateurs

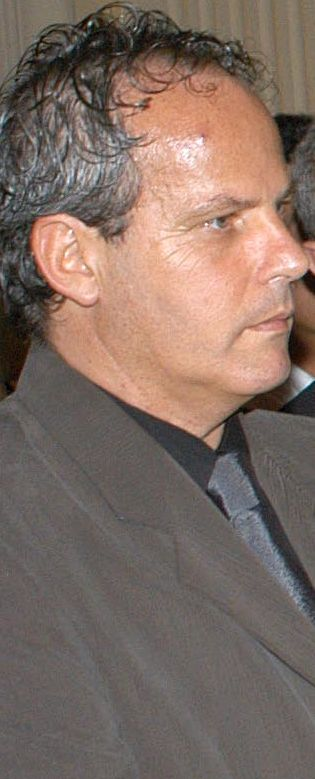
Jayme Monjardim, l'un des quatre réalisateurs de Roque Santeiro

Dix ans après, en 1985 José Sarney arriva au pouvoir, élu par le Congrès. Rede Globo, en profitant de l'occasion, mit en marche un nouveau tournage. Pourtant le Departamento de Censura e Diversőes Publicas (DCDP) continuera à être en fonction jusqu'au 5 octobre 1988, jour de l'approbation de la Constitution.
Bien que cette fois - ci Roque Santeiro ne fut pas interdit et son score moyen d'audience était de 65 points, la pression de la nouvelle démocratie fut plus forte. Ainsi Aguinaldo Silva, scénariste qui remplaçait Dias Gomes dans la première partie du tournage, ne put empêcher la modification et la suppression des personnages.

#### Réalisation et fiche technique
La réalisation fut partagée entre Paulo Ubiratan, Marcos Paulo, Gonzaga Blota et Jayme Monjardim. Le directeur général fut Paulo Ubiratan.
| Poste                        | Équipe technique |
| ---------------------------- | --- |
| Directeur général            | Paulo Ubiratan (pt)                                                                                                  |
| Réalisateurs                 | Paulo Ubiratan (pt), Marcos Paulo, Gonzaga Blota (pt), Jayme Monjardim (pt)                                          |
| Superviseur                  | Daniel Filho (pt) |
| Coordinateur de production   | Maria Alice Miranda                                                                                                  |
| Équipe de production         | Milton Canavezes, Pehna Marques, Roberto Costa, Luiz Tornelli, Ricardo M. Correa, Leni Aguiar, Antonio Carlos Amaral |
| Monteur                      | Sergio Louzada, Célio Fonseca                                                                                        |
| Chef décorateur              | Ana María Magalhaes                                                                                                  |
| Rechercheur                  | Silvana Estrella |
| Rechercheur du scénario      | Lilian Garcia |
| Scripte                      | Carmem Ubilla, Ana Lucia Evangelista                                                                                 |
| Décorateur                   | Raul Travassos |
| Assistant décorateur         | Juliana Rodrigues |
| Décorateur extérieur         | Mário Monteiro |
| Costumier                    | Marco Aurélio |
| Assistant costumier          | Luiz Lacerda, Eliane Silveira                                                                                        |
| Œuvres d'art                 | Antonia de Tracunhaem, Concessa Colaço                                                                               |
| Habilleur                    | Zenilda Barbosa |
| Maquilleur                   | Eric Rzepecki |
| Équipe de maquillage         | Gracete Magalhaes, Lindalva Verones, Lieux de tournagea Shishito, Luzia da Silva                                     |
| Régisseur                    | Antonio Rocha, Ricardo Paiva                                                                                         |
| Éclairage                    | José C. Botelho, Rosemberg Mello                                                                                     |
| Cadreurs                     | Wagner Keppi, Arlindo Lins de Oliveira, Walter do Espírito Santo, Ubiratan Dantas da Silva                           |
| Directeur technique          | Milton Valinho |
| Designer Sonore              | Aroldo Barros |
| Producteur de musique        | Mariozinho Rocha |
| Effets sonores               | Jair Pereira |
| Musique de scène             | Waltel Branco, Radamés Gnatalli, Marcio Pereira                                                                      |
| Superviseur son              | Emiliano Costa Neto                                                                                                  |
| Superviseur musique          | Walter D'Avilla Filho                                                                                                |
| Producteur exécutif          | Eduardo Figueira |
| Gestion d'opérations         | Mário Rogério Ambrósio                                                                                               |
| Administrateur de production | Carlos Henrique Cerqueira Leite, Evaldo Lemos                                                                        |
| Directeur de production      | Manoel Martins Moraes                                                                                                |

Lieu de tournage

Lieu de tournage
D'après le scénario,Roque Santeiro et O berço do herói se déroulent au nordeste du Brésil
Toutefois Rede Globo tourna au sudeste du Brésil.
Rede Globo choisit Rio de Janeiro
Au nord, au quartier de Barra de Guaratiba (vert), Rede Globo bâtit la ville fictive d'Asa Branca

#### Distribution originale de 1975
Pour une question de respect, Rede Globo décida de faire appel au répertoire de la version censurée de 1975. Ainsi que Lima Duarte qui accepta de réincarner Sinhozinho Malta, les acteurs João Carlos Barroso (Toninho Jiló, le guide tricheur d'Asa Branca), Luiz Armando Queiroz (Tito Moreira, copain du personnage Linda Bastos) et Ilva Niño (Mina, la servante de la veuve Porcina) se mirent à l'ouvrage.
Du reste du répertoire original, on attribua d'autres personnages à trois comédiens:
| Comédien         | Roque Santeiro (1975) | Roque Santeiro (1985)            |
| ---------------- | --------------------- | -------------------------------- |
| Milton Gonçalves | Curé Honorio          | Procureur général Lourival Prata |
| Elizângela       | Tânia                 | Marilda                          |
| Lutero Luiz      | Maire Flôrindo Abelha | Médecin Cazuza Amara             |

Milton Gonçalves, le curé Honório de 1975, obtint le rôle de Lourival Prata, le procureur général qui tentera aux derniers épisodes de mettre le vilain Sinhozinho Malta au pied du mur.
Elizângela, après d'avoir joué le personnage de Tânia, fille de Sinhozinho Malta, est choisie pour tenir le rôle de Marilda, l'épouse faisant du chantage au volage et séducteur Roberto Mathias (Fábio Jr.).
Lutero Luiz, le premier choix pour incarner le maire Flôrindo Abelha, devint le médecin Cazuza Amaral.
Départs et changements au répertoire 
Parmi ceux qui abandonnèrent le projet se trouve l'ancien réalisateur de la version de 1975, Daniel Filho. Il accepta le poste de superviseur à côté de Paulo Ubiratan, Marcos Paulo, Gonzaga Blota y Jayme Monjardim.
Dennis Carvalho céda sa place à Fábio Júnior dans son rôle du séducteur Roberto Mathias sans aucun rôle en échange. Trois ans après, Carvalho rejoindra Ricardo Waddington pour mettre en scène la telenovela Vale Tudo (Tout est permis) en 1988.
D'autres départs furent ceux de Francisco Cuoco et Betty Faria. Les deux déclinèrent rejouer les personnages de Roque Santeiro et Veuve Porcina.
La controverse éclata autour de la renonce de Betty Faria. Elle avoua avoir été "flagellée" par ses collègues et la presse à propos de sa décision. Regina Duarte, jusqu'à ce moment en postulant aussi au rôle de la veuve Porcina, déclara: "Je ne sais pas pour quoi elle n'a pas voulu le faire".
Une chose à éclaircir est le fait que le réalisateur Daniel Filho et l'actrice Betty Faria ne s’entendirent pas lors du tournage de Roque Santeiro, mais en 1985 ils étaient déjà divorcés. En plus Daniel Filho n'allait plus diriger la nouvelle production en restant dans le rôle de superviseur. Par conséquent; si l'actrice décida de rester à l'écart, les raisons devaient s'étendre au-delà de la question professionnelle.
Quand Rede Globo fit appel à Betty Faria pour rejoindre la distribution de Roque Santeiro, elle, résidant au Brésil, était en couple avec un acteur américain habitant aux États - Unis. À cause de cette séparation, les deux étaient forcés de faire souvent des allers - retours dans leurs pays. L'actrice dévoila des détails à propos de ce sujet:

« Ça a été un grand crève-cœur. Parce que la telenovela a été un gros succès, la telenovela a été un gros succès, a fait beaucoup de pognon. J'ai fini ma relation aux États-Unis parce que ça ne pouvait plus tenir. Ou je m'installais là bas ou c'était la fin. Je suis rentrée et suis allée tourner à Bahia. Pleine de dépit de ne pas l'avoir fait. »

— Entretien de Betty Faria avec Carla Neves. UOL. 24 juillet 2007
En renonçant Francisco Cuoco à continuer dans le projet, José Wilker put emporter le rôle de Roque, personnage qui paraitra à partir de l'épisode 26.

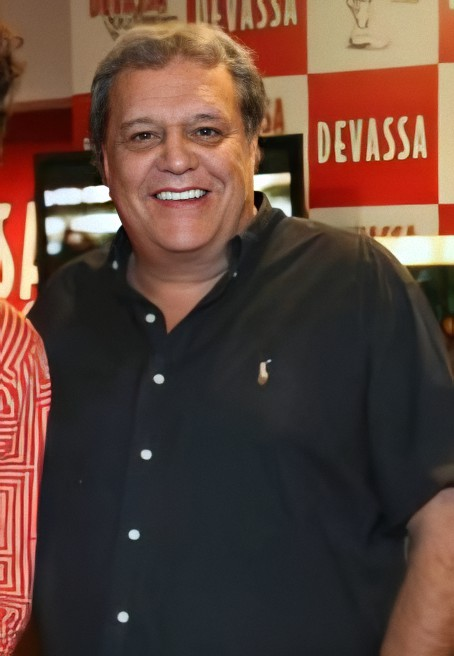
Dennis Carvalho quitta "Roque Santeiro"; mais en 1988 il dirigea le succès retentissant "Vale Tudo" (Tout est permis)
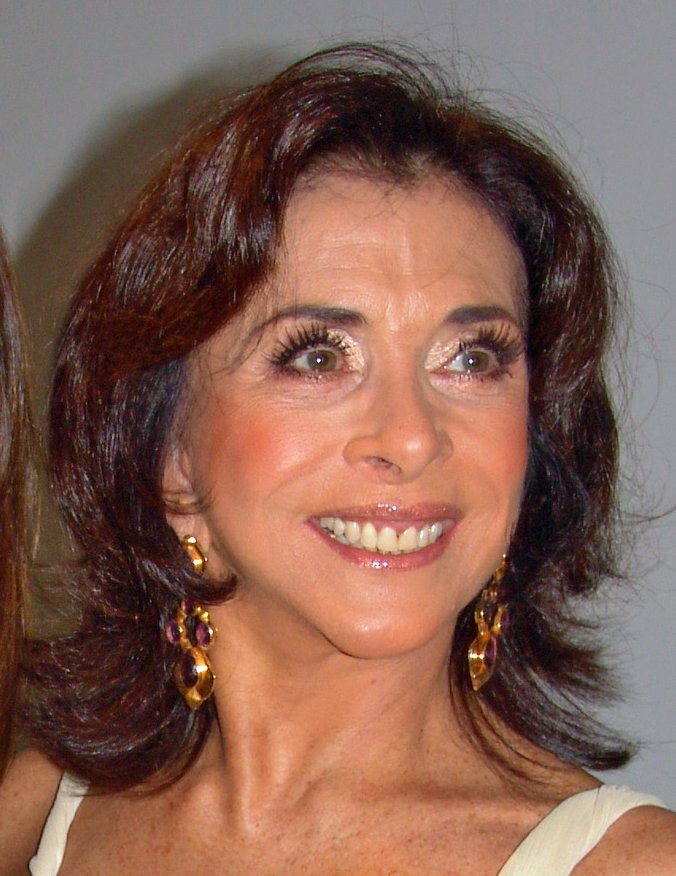
Betty Faria refusa de rejoindre le tournage et prendre le rôle de Porcina da Silva.

### Scénario
Alfredo Dias Gomes et Aguinaldo Silva furent les scénaristes et dialoguistes. Marcílio Moraes et Joaquim Assis participèrent en tant que dialoguistes. La rechercheuse Lilian Garcia.participa aussi comme conseilleur.

#### Noyaux principaux
Le couple Gomes Dias - Silva créèrent 7 noyaux dans la trame de Roque Santeiro.
Les premiers quatre noyaux dramatiques eurent comme têtes d'affiche Roque Santeiro, le maire Florindo Abelha; la veuve du saint, Madame Porcina da Silva; y le colonel Sinhozinho Malta.

#### Noyaux secondaires
Les autres noyaux dramatiques eurent comme têtes d'affiche le vilain Zé das Medalhas; Matilde, la propriétaire de la boîte de nuit; et le cinéaste Gérson do Valle.
Deux personnages n'appartenant à aucun noyaux et de premier plan dans la trame furent les curés Hipólito et Albano.

#### Premier étape

##### Texte original

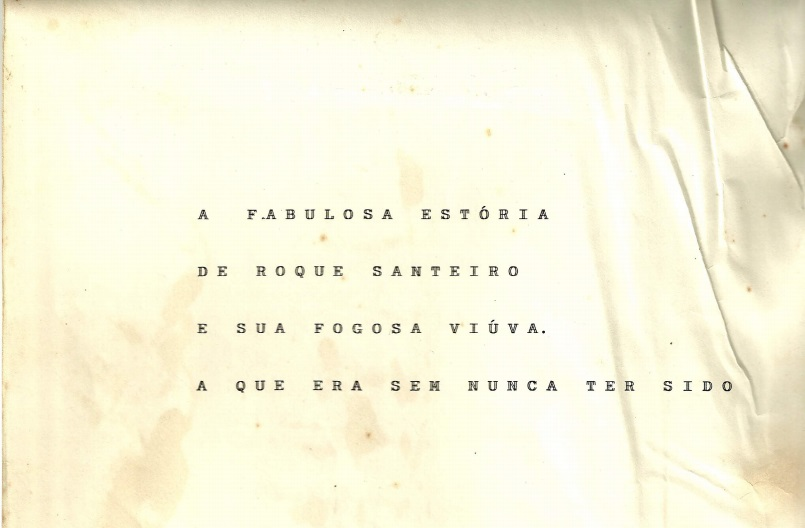
Le texte original de 1975 racontait le duel entre Roque Santeiro et Navalhada en face de l'église d'Asa Branca et la place de Roque Santeiro.

Avant de mettre en marche le projet, Rede Globo avait déjà le texte original de 25 pages intitulé "A fabulosa estória de Roque Santeiro e sua fogosa viuva a que era ser nunca ter sido" (La fabuleuse histoire de Roque Santeiro et sa vicieuse veuve, celle qui le fut sans l'avoir été) et 51 épisodes écrits. Ils appartenaient à la version interdite de 1975 avec Lima Duarte, Betty Faria et Francisco Cuoco. Ils furent écrits par Alfredo Dias Gomes en 1975, adaptés pour le créneau horaire de 22 heures.
Au texte original le duel entre Navalhada et Roque Santeiro était déjà programmé et en particulier, Dias Gomes avait déjà décidé que la classe dirigeante n'allait pas démystifier la légende du faux saint d'Asa Branca.

##### Départ de Dias Gomes et création d'équipe Silva - Moraes - Assis
Toutefois d'après Aguinaldo Silva, Gomes ne voulut pas continuer à écrire la telenovela et demanda qu'il s'occupe de le remplacer. Silva ne fut pas le seul choix de Dias Gomes. Il recommanda aussi Marcílio Moraes, amateur dans le milieu télévisé mais avec beaucoup d'expérience au milieu théâtral pour qu'il rejoigne le couple de dialoguistes.
Aguinaldo Silva en tant que "chef d’orchestre" travailla aussi à côté d'un second dialoguiste, Joaquim Assis. Depuis l'épisode 22 Marcílio Moraes fut crédité au générique et Joaquim Assis depuis l'épisode 47.
Marcilio Moraes se souvient qu'ils partagèrent les tâches ainsi: Aguinaldo Silva, en tant que coauteur, rédigea et s'occupa de la structuration de la telenovela et écrivit les dialogues. Dans ce dernier domaine, Moraes y Assis l'assistèrent.

##### Divergences à propos du nombre d'épisodes
Il y a des divergences pour déterminer le dernier épisode écrit par Aguinaldo Silva. Il avoue que sa tache finit dans l'épisode 163, pourtant Marcílio Moraes tient que son ancien chef écrivit jusqu'à l'épisode 160. En plus, Silva déclare avoir élargi les épisodes vu que les scénarios de 1975, écrits par Dias Gomes, étaient plus courts (son horaire fut modifié de 20 heures à 22 heures). La polémique nait encore à cause des propos de Moraes assurant que le matériel de Dias Gomes fut tourné sans modifications.

« Je commence Roque Santeiro quand Dias Gomes comptait 40 épisodes, écrits dans la première étape.  
C'étaient des épisodes prévus pour les 22 heures. C'étaient plus courts, j'ai eu à les réadapter pour le créneau horaire de 20 heures. À partir de cela, j'ai continué le feuilleton et arrivé jusqu'à l'épisode 163. C'est devenu un succès national. »

— Aguinaldo Silva sur un webdoc produit par Memoria Globo

« En lisant les premiers 51 épisodes, écrits par Dias Gomes pour la version interdite de 1975 et diffusés ipsis litteris (littéralement), j'ai découvert que c'était un feuilleton de qualité. Et là: j'ai appris l'élémentaire de mon métier. J'ai écrit trente épisodes et je suis fier d'avoir influencé sur quelques décisions fondamentales au déroulement de l'histoire. Par exemple, Aguinaldo Silva se chargea de la trame entre les épisodes 51 et 160 et voulait dévoiler l'identité de Roque Santeiro, dans l'épisode 90. »

— Marcílio Moraes sur son site officiel

##### Contributions d' Aguinaldo Silva
Cependant Silva n'ajouta pas de nouveaux personnages dans le scénario parce que la distribution était déjà constituée. À sa portée il put enrichir, modifier ou faire remarquer les personnages de Dias Gomes. Ainsi les comédiennes Cláudia Raia et Isis de Oliveira (Ninon et Rosaly de la boite de nuit Sexus) obtinrent plus de présence sur scène.
Aguinaldo le fit également avec le personnage de Sinhozinho Malta. Il conçut le tic du puissant patron de fazendas, Sinhozinho Malta, ayant des montres au poignet et faisant un bruit tel qu'un serpent à sonnettes. En plus, ce fut lui qui jeta son dévolu sur le comédien Maurício do Valle pour qu'il prenne le rôle du faux loup-garou
Autre changement lui appartenant fut le personnage de Lulú das Medalhas (Cássia Kiss). il la fit évoluer d'une femme folle à une femme libérée.
D'après le magazine Veja, l'une des réussites des scénaristes fut d'éviter le "phénomène du ventre" (une chute dans les sondages), très habituelle chez les séries télévisées avec ou sans succès. Ce phénomène est la courbe en chute libre dans les scores d'audience quand les téléspectateurs connaissent déjà les personnages et suivent encore la telenovela s'approchant du dénouement. Tous les mois, pendant sa diffusion, Roque Santeiro progressait en popularité.

##### Méthode de travail
Au début la méthode de travail était ainsi: toutes les semaines Aguinaldo Silva écrivit 5 épisodes. À propos des collaborateurs, tous les lundis Silva rendait le séquencier (structure de l'épisode élaboré par lui - même) à Marcilio Moraes et à Joaquim Assis pour
qu'ils écrivent les dialogues . Ils avaient l'habitude de se voir une fois par semaine pour discuter et proposer des suggestions.
Dans une bonne ambiance, la dynamique de création du scénario fut ainsi:
Aguinaldo Silva continua à écrire les séquenciers et en distribua six d'une façon équitable; Silva, Moraes et Assim écrivaient en même temps. Au profit de Moraes et Assis, ils commencèrent à écrire deux épisodes. Aucun d'eux n'eut l'exclusivité sur quelque personnage et quelque
noyau.
Silva corrigeait les dialogues que les dialoguistes lui avaient rendus. À cette époque-là, sans aucun logiciel de traitement de texte et avec une machine à écrire, Silva modifiait et unifiait les textes de chacun d'eux en utilisant des ciseaux et de la colle.
Épisodes 88 et 141: l'identité de Roque Santeiro et la théorie des 100 points du score d'audience
Dans une réunion de travail, au cours dé l'épisode 80, Aguinaldo Silva fit savoir que le curé Albano devoilerait la farce de Roque Santeiro à la population d'Asa Branca. Vu que Dias Gomes était en voyage en Europe et n'était pas conscient de ce choix Moraes et Assis convainquirent Aguinaldo Silva de changer d'avis.
La solution que Moraes proposa et que Silva prit en compte fut la suivante: dans l'épisode 88 le curé Albano (Clàudio Cavalcanti) tenterait d'annoncer la vérité de Roque Santeiro en face de l'église d'Asa Branca. Mais il sera éclipsé par le peuple étant sur la place pour raconter un autre miracle: la résurrection du bienheureux Salú.
Marcílio Moraes, avec un séquencier d'Aguinaldo Silva aurait été l'auteur de l'épisode de meilleure audience. Peut - être l'épisode 141 où la veuve Porcina, en étant démasquée par Mocinha Abelha, fini définitivement avec le vilain Sinhozinho Malta et décide de reconnaitre sa relation avec son mari "décedé". Cependant, ces chiffres ne concordent pas avec ceux d'Ibope. Cet épisode - ci, diffusé le 04 décembre 1985, n'aurait obtenu que 80 points.

#### Seconde étape

##### Retour de Dias Gomes
Trois mois après la sortie de Roque Santeiro battant des records d'audience et le retour d'Alfredo Dias Gomes, les deux scénaristes principaux fixèrent des rendez vous toutes les deux semaines. En principe, Aguinaldo Silva faisait à savoir Dias Gomes le développement du feuilleton dans les prochains blocs. Cependant le succès retentissant créa l'animosité entre eux qui fut couverte par la presse.
La controverse était d'identifier qui était le vrai créateur de Roque Santeiro. Silva trouvait que l'auteur était Alfredo Dias Gomes; mais par contre c'était lui qui l'avait écrite. Les tensions ne s’apaisèrent pas entre Silva et Dias Gomes. Le dramaturge demanderait à Aguinaldo Silva que plusieurs blocs du scénario, déjà prêts, soient réécrits.

##### Silva et Dias Gomes en désaccord avec le dernier épisode
En 2010 Aguinaldo Silva révéla les détails qui forcèrent son départ:
« Quand Dias Gomes est rentré de son voyage, Roque Santeiro était déjà devenu un sujet de conversation. Mais il s'est maintenu à l'écart. Près des derniers épisodes, il m'a invité dans une réunion. Dias Gomes n'a pas aimé le dernier épisode et j'ai reçu un coup de fil de la chaîne qui me demandait de lui rendre la telenovela. »

##### Depart d'Aguinaldo Silva et formation de l'équipe Dias Gomes - Moraes - Assis
Le directeur de television José Bonifácio de Oliveira Sobrinho résolut la dispute en donnant le contrôle absolut du scénario au dramaturge. Aguinaldo Silva, auteur des 111 épisodes, fut mis à l'écart. Moraes et Assis continuèrent en tant que dialoguistes et donnèrent leurs scénarios à Dias Gomes pour qu'ils soient vérifiés. La méthode de travail, créée par Aguinaldo Silva, ne fut pas changée. Chacun écrivit deux épisodes sans exclusivité pour aucun personnage ou noyaux dramatique. Aguinaldo Silva parlât à propos des changements dans la trame après son départ:
« J'avais créé le coup de théâtre pour que Porcina, à la fin, renie sa relation avec Sinhozinho Malta, et qu'elle parte avec Roque Santeiro (José Wilker). À mon sujet, c'était le vrai parcours du personnage, de l'ignorance vers la connaissance. Il aurait été un dernier épisode positif et exemplaire. Quand Dias s'engagea dans la telenovela, Porcina était déjà une autre personne, différente de celle qu'elle était au début. Dias Gomes s'est mis à écrire à propos d'elle tel qu'elle était au commencement, sans même pas justifier le changement. Je trouve que c'était notre différend. Dias Gomes était profondément macho; par contre moi, j'adore les femmes. »
Dernier épisode de Dias Gomes, d'après Casablanca
Aguinaldo attribua des changements brutaux chez les personnages (surtout celui de la veuve Porcina) à la rentrée
de Dias Gomes. En l’occurrence: le dénouement du vilain Sinhozinho Malta et la veuve Porcina d'après celui du film Casablanca fut créé par le dramaturge.
Paulo Ubiratan filma deux scènes du style Casablanca comprenant Regina Duarte (Porcina), José Wilker (Roque Santeiro), Lima Duarte (Sinhozinho Malta) et un avion de tourisme Cessna 172E, PT-CDO. Tony Tornado y participa aussi en tant que chauffeur qui ramenait Porcina et Roque, assis sur la banquette arrière, vers l’aéroport. Ils doivent s'enfuir d'Asa Branca. Sinnhozinho Malta les attend au pied de l'avion.
Dans la première scène, Porcina da Silva refuse au dernier moment d’accompagner Roque et reste avec Sinhozinho Malta. Dans la seconde, par contre, elle ne renonce pas à quitter Asa Branca et prend l'avion avec Roque Santeiro.
La première scène sera finalement choisie et diffusée au dernier épisode définitif. La seconde scène fera partie des archives de Rede Globo.
Le dernier épisode caché de Rodésio et Porcina, d'après Tony Tornado dans La Négation du Brésil
La sortie du documentaire La Négation du Brésil (2000) du réalisateur Joel Zito Araújo devoila l'existence d'une troisième scène:
À la minute 30, l'acteur Tony Tornado (Rodésio dans Roque Santeiro) lâcha que Rede Globo tourna une scène où Porcina restait avec son personnage:
« À mon avis, Porcina devait rester avec Rodésio, son contremaitre. La seule personne qui aimait, respectait et protégeait Porcina, Ils ont tourné trois fins, dont celui de mon personnage restant avec Porcina. Mais cette fin ne fut pas diffusée. Ils manquaient de courage. C'était la chose la plus logique vu que tous avaient quittés Porcina. Rodésio a été le seul la protégeant jusqu'à la fin. Tout le monde savait que Rodésio était amoureux d'elle. Mais la chaîne n'a pas eu le courage. On a tourné cette fin. On a filmé trois fins pour la telenovela. La chaîne n'a jamais évoqué ça. »
Tony Tornado expliqua les raisons pour lesquelles Rede Globo n'a jamais cité ce détail en assurant que "chaque chaîne a un bureau de presse pour la promotion d'un évènement et c’est clair que cette information a été cachée".
De l'autre côté, le documentaire n’inclut aucune image, aucun matériel audiovisuel à propos de cette troisième scène, ni aucune interview au personnel de Rede Globo qui aurait pu confirmer ou nier les propos de Tony Tornado.
Dernier épisode inspiré du film The Man Who Shot Liberty Valance, une suggestion de Marcilio Moraes
Si Dias Gomes était le responsable principal de la fin inspirée du film Casablanca , Marcílio Moraes suggéra que Roque Santeiro pouvait suivre le style de John Ford et son scénariste James Warner Bellah, dans The Man Who Shot Liberty Valance. Ils cherchaient à empêcher que le protagoniste finisse comme un héros. Ainsi la scène du duel entre Lee Marvin, James Stewart et John Wayne fut adaptée pour les comédiens Maurício do Valle, José Wilker et Lima Duarte.

### Générique d'ouverture de Hans Donner, Ricardo Nauenberg et Nilton Nunes

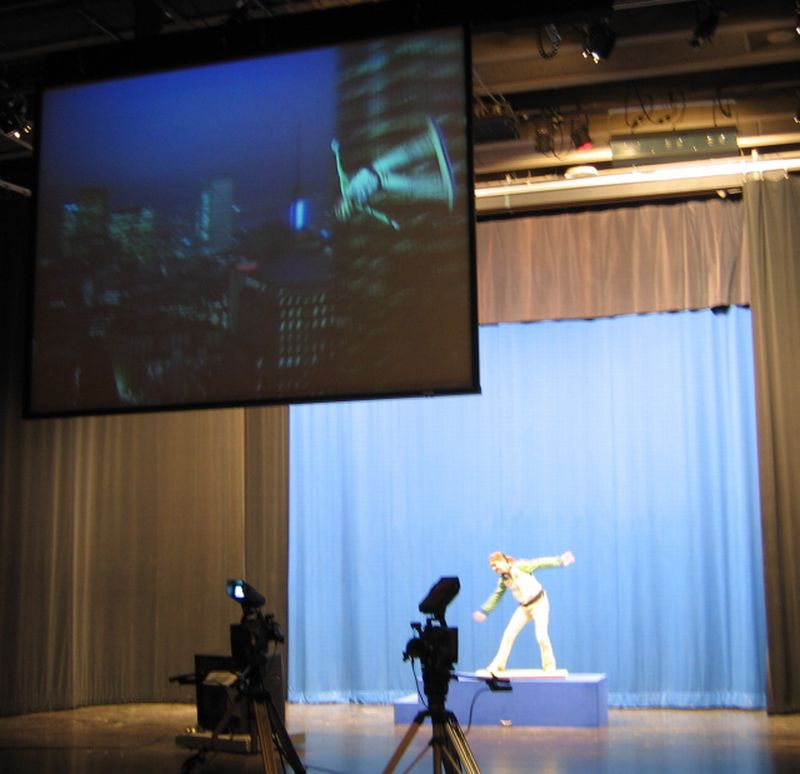
Incrustation, effet spécial fondamental pour le générique d'ouverture de Roque Santeiro

#### Globotec, responsable du logo
La responsable du logo fut la société Globotec, créée par Rede Globo en 1978. En 1990 elle devint indépendante et fut renommée GTEC.

#### Incrustation, technique d'effets spéciaux
Dix ans après d'avoir désigné le logo de Rede Globo, le dessinateur Hans Donner fut appelé pour créer le générique d'ouverture de Roque Santeiro. L'équipe qui travailla avec lui fut composée par Ricardo Nauenberg et Nilton Nunes.
Donner, Nauenberg et Nunes utilisèrent une technique d'effets spéciaux connue comme Incrustation permettant qu'une image sur un fond bleu soit incrustée sur un nouveau fond.
Le tournage eut lieu dans la Base Aérea dos Afonsos à Rio de Janeiro. Plusieurs figurants, habillés en fermiers et un tracteur, furent filmés sur une surface de 3 kilomètres carrés, peinte en bleu, Ainsi qu'un motocycliste dut sauter d'une rampe bleue. On travailla avec des trains et avions en miniature.
Le résultat fut le suivant : dans une espèce de microcosme quelques paysans marchaient sur une feuille végétale. Le logo, créé par Rede Globo, entrait avec un effet tridimensionnel. La lettre "Q" du mot Roque représentait une auréole étincelante. Un avion survolait un crocodile. Un tracteur et deux paysannes descendaient d'un épi de maïs. Un train sortait d'un fruit. Un motocycliste essaie d'exécuter des acrobaties sur des noix de coco. Un homme tirait sa charrette sur une banane. Un bateau naviguait sur un papillon et au milieu d'une victoria d'Amazonie, Hans Donner créait un embouteillage.

#### Musique
Le générique contient la chanson intitulée "Santa Fé" de l'album "Tocando a vida" du chanteur brésilien Moraes Moreira.
| Santa Fé Portugais                                           | Santa Fé Français                                          |
| ------------------------------------------------------------ | ---------------------------------------------------------- |
| E Deus? Deus e o Diabo na Terra                              | Et Dieu? Dieu et le diable sur la Terre                    |
| Sem guarda-chuva, sem bandeira, bem ou mal.                  | Sans parapluie, sans drapeau, le bien ou le mal            |
| Ninguém destrói essa guerra                                  | Personne ne détruit cette guerre-là                        |
| Plantando brisa e colhendo vendaval.                         | en plantant de la brise et en récoltant de la tempête      |
| Não sou nenhum São Tomé                                      | Je ne suis pas saint Thomas                                |
| no que eu não vejo, eu ainda levo fé                         | j'y crois même si je ne le vois pas                        |
| Eu quero a felicidade. Mas a tristeza anda pegando no meu pé | Je veux le bonheur. Mais la tristesse ne me laisse en paix |